# Rafael Lapesa

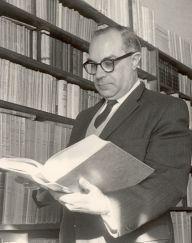
Rafael Lapesa

Rafael Lapesa Melgar (* 8. Februar 1908 in Valencia; † 1. Februar 2001 in Madrid) war ein spanischer Romanist und Hispanist.

## Leben und Werk
Rafael Lapesa Melgar studierte in Madrid bei Ramón Menéndez Pidal, Tomás Navarro Tomás  und Américo Castro. Er promovierte 1931 mit der Arbeit El dialecto asturiano occidental en la Edad Media (Sevilla 1998). Lapesa lehrte dann in Madrid (1932–1941), Oviedo (1942)  und Salamanca (1942–1947) sowie von 1947 bis 1978 auf dem Lehrstuhl für spanische Sprachgeschichte an der Universität Complutense Madrid. Zwischen 1948 und 1968 kamen Gastprofessuren an verschiedenen US-amerikanischen und lateinamerikanischen Universitäten hinzu. Besondere Verdienste erwarb er sich durch seinen Einsatz für das Akademieprojekt des Diccionario histórico de la lengua española (A-APASANCA / B-BAJOCA, Madrid 1960–1996). Die Stiftung für das Nachfolgeprojekt trägt seinen Namen: „Fundación Instituto de Investigación Rafael Lapesa para el Nuevo diccionario histórico de la lengua española“ (2005).
Ab 1954 gehörte Lapesa der Real Academia Española an, deren Sekretär er von 1964 bis 1971 war. Von 1974 bis 1977 war er Präsident der 1962 gegründeten Internationalen Hispanistengesellschaft (Asociación Internacional de Hispanistas, AIH). Lapesa war mehrfacher Ehrendoktor, u. a. in Helsinki und Toulouse. Er war Ritter der Ehrenlegion.
Er war mit Pilar Lago verheiratet.

## Werke
- Historia de la lengua española, Madrid 1942, zuletzt 2011
- Introducción a los estudios literarios, Barcelona 1947, zuletzt 2008
- La trayectoria poética de Garcilaso, Madrid 1948, zuletzt 1985
- La obra literaria del Marqués de Santillana, Madrid  1957
- De la Edad Media a nuestros días. Estudios de historia literaría, Madrid  1967, zuletzt 1982
- Poetas y prosistas de ayer y de hoy. Veinte estudios de historia y crítica literarias, Madrid  1977
- Estudios de historia lingüística española, Madrid  1985
- Garcilaso. Estudios completos, Madrid 1985, 1989
- De Ayala a Ayala. Estudios literarios y estilísticos, Madrid  1988
- Léxico e historia. 1. Palabras. 2. Diccionarios, hrsg. von Juan R. Lodares, 2 Bde., Madrid  1992
- El español moderno y contemporáneo. Estudios lingüísticos, Barcelona  1996
- De Berceo a Jorge Guillén. Estudios literarios, Madrid  1997
- Generaciones y semblanzas de claros varones y gentiles damas que ilustraron la filología hispánica de nuestro siglo, Madrid  1998 (Kurzbiographien spanischer Romanisten)
- Estudios de morfosintaxis histórica del español, hrsg. von Rafael Cano und María Teresa Echenique, 2 Bde., Madrid  2000